# Alphonse Louis Goblet
Alphonse Louis Goblet (Baudour, 20 maart 1887 - 10 april 1941) was een Belgisch volksvertegenwoordiger.

## Levensloop
Goblet was fabrieksarbeider en werd, voor de Eerste Wereldoorlog, secretaris van de Algemene centrale van het Bouwbedrijf, met zetel, voor wat de fabrieksarbeiders betrof, in Baudour.
Van 1921 tot 1923 was hij secretaris, belast met de propaganda, bij de federatie Borinage van de Belgische Werkliedenpartij (1921-1923). Vervolgens werd hij bestuurder van de socialistische ziekenbonden in de Borinage.
Vanaf 1921 was hij opvolger op de Kamerlijst en in 1932 werd hij verkozen tot socialistisch volksvertegenwoordiger voor het arrondissement Bergen. Hij vervulde dit mandaat tot aan zijn dood, tijdens de oorlog. In september 1944 werd de vacante zetel toegewezen aan Raoul Defuisseaux.
In 1921 werd hij gemeenteraadslid van Baudour en werd onmiddellijk burgemeester van deze gemeente, een ambt dat hij bekleedde tot aan zijn dood.